# Affection cutanée provoquée par le nickel
Pour les articles homonymes, voir Nickel (homonymie).
Une affection cutanée provoquée par le nickel peut être reconnue comme maladie professionnelle dans certains pays, sous conditions.
Ce sujet relève du domaine de la législation sur la protection sociale et revêt un caractère davantage juridique que médical. Pour la description clinique de la maladie se reporter à l'article suivant :

## Législation enFrance

### Régime général
| Fiche Maladie professionnelle | Fiche Maladie professionnelle | Fiche Maladie professionnelle |
| Ce tableau définit les critères à prendre en compte pour qu'une affection cutanée provoquée par le nickel soit prise en charge au titre de la maladie professionnelle | Ce tableau définit les critères à prendre en compte pour qu'une affection cutanée provoquée par le nickel soit prise en charge au titre de la maladie professionnelle | Ce tableau définit les critères à prendre en compte pour qu'une affection cutanée provoquée par le nickel soit prise en charge au titre de la maladie professionnelle |
| Régime Général. Date de création : 26 décembre 1957 | Régime Général. Date de création : 26 décembre 1957 | Régime Général. Date de création : 26 décembre 1957 |
| Tableau N° 37 RG | Tableau N° 37 RG | Tableau N° 37 RG |
| Affections cutanées professionnelles causées par les oxydes et les sels de nickel                                                                                     | Affections cutanées professionnelles causées par les oxydes et les sels de nickel                                                                                     | Affections cutanées professionnelles causées par les oxydes et les sels de nickel                                                                                     |
| --- | --- | --- |
| Désignation des Maladies | Délai de prise en charge | Liste indicative des principaux travaux susceptibles de provoquer ces maladies                                                                                        |
| Dermites eczématiformes récidivant en cas de nouvelle exposition au risque ou confirmées par test épicutané.                                                          | 15 jours | Nickelage électrolytique des métaux. |
| Date de mise à jour : 11 février 2003 | | |